# Cerapachys muiri
Cerapachys muiri é uma espécie de formiga do gênero Cerapachys.